# Onthophagus sugihartoi
Onthophagus sugihartoi é uma espécie de inseto do género Onthophagus, família Scarabaeidae, ordem Coleoptera.
Foi descrita cientificamente por Ochi em 2007.